# Shakti
Shakti (Devanagari: शक्ति, IAST: Śakti; nghĩa đen: "quyền lực, khả năng, sức mạnh, nỗ lực, năng lượng, khả năng" ) là năng lượng vũ trụ nguyên thủy và đại diện cho các động lực mà được cho có mặt trên toàn bộ vũ trụ  trong Ấn Độ giáo, và đặc biệt là truyền thống chính của Ấn Độ giáo, Shaktism.
Shakti là khái niệm hoặc nhân cách hóa sức mạnh sáng tạo nữ tính thần thánh, đôi khi được gọi là "Người mẹ thiêng liêng vĩ đại" trong Ấn Độ giáo. Là một người mẹ, Shakti được biết đến với cái tên " Adi Shakti " hoặc " Adi Parashakti ". Trên cõi trần gian, Shakti chủ động thể hiện bản thân thông qua hiện thân nữ và khả năng sáng tạo/khả năng sinh sản, mặc dù nó cũng tồn tại ở nam giới ở dạng tiềm năng, chưa được phát triển. Người Ấn giáo tin rằng Shakti vừa chịu trách nhiệm sáng tạo vừa là tác nhân của mọi thay đổi. Shakti là sự tồn tại của vũ trụ cũng như sự giải phóng, hình thức quan trọng nhất của nó là Kundalini Shakti, một thế lực tâm linh bí ẩn.
Trong Shaktism, Shakti được tôn thờ như đấng tối cao. Shakti là hiện thân của năng lượng nữ tính tích cực của Shiva và đồng nghĩa với Tripura Sundari hoặc Parvati.